# Riccardo Zandonai
Riccardo Antonio Francesco Zandonai (ur. 30 maja 1883 w Sacco koło Rovereto, wtedy Austro-Węgry, zm. 5 czerwca 1944 w Pesaro) – austriacko-włoski dyrygent i kompozytor.
Studiował w konserwatorium w Pesaro w latach 1899-1902, kończąc dziewięcioletni program studiów w trzy lata. Był uczniem Pietro Mascagniego, komponował w stylu włoskiego weryzmu, ale w jego utworach pojawiały się wpływy impresjonizmu.
Zandonai był głównie kompozytorem operowym, spośród jego jedenastu oper w repertuarze zachowały się Francesca da Rimini według tragedii Gabriele D’Annunzio oraz Giulietta e Romeo do libretta Arturo Rossato.
Skomponował też trzy poematy symfoniczne, koncerty instrumentalne oraz Requiem.

## Opery
- La coppa del re (Puchar królewski) (1902/03). Leggenda melodrammatica w jednym akcie, op. 1. Libretto: Gustavo Chiesa (według Fryderyka Schillera)
- L’uccellino d’oro (Złoty ptaszek) (1906/07). Fiaba musicale w trzech aktach, op. 2. Libretto: Giovanni Chelodi (według braci Grimm).
- Il grillo del focolare (Świerszcz za kominem) (1905–07). Commedia musicale w trzech aktach, op. 3. Libretto: Cesare Hanau (według Dickensa).
- Conchita (1909/10). Opera w czterech aktach, op. 4. Libretto: Maurice Vaucaire, Carlo Zangarini (według Pierre Louÿs, Kobieta i pajac).
- Melenis (1908–11). Dramma lirico w trzech aktach, op. 5. Libretto: Massimo Spiritini, Carlo Zangarini (według Louisa Bouilheta).
- Francesca da Rimini (1912/13). Tragedia w czterech aktach, op. 6. Libretto: Tito Ricordi (według Karola Dickensa).
- La via della finestra (Droga przez okno) (1914–16). Commedia giocosa w trzech aktach, op. 7. Libretto: Giuseppe Adami (według Eugène Scribe).
- Giulietta e Romeo (1920/21). Tragedia w trzech aktach, op. 8. Libretto: Arturo Rossato (według Luigi Alvise Da Porto).
- I Cavalieri di Ekebù (1923/24). Dramma lirico w czterech aktach, op. 9. Libretto: Arturo Rossato (według Selmy Lagerlöf).
- Giuliano (1926/27). Opera w dwóch aktach z prologiem i epilogiem, op. 10. Libretto: Arturo Rossato (według Jakuba de Voragine, Złota legenda).
- Una partita (Odjazd) (1931). Dramma w jednym akcie, op. 11. Libretto: Arturo Rossato (według Aleksandra Dumasa (ojca)).
- La farsa amorosa (Krotochwila miłosna) (1932). Opera w trzech aktach, op. 12. Libretto: Arturo Rossato (według Pedro Antonio de Alarcón).
- Il bacio (Pocałunek) (1942–44). Opera liryczna w trzech aktach, nie ukończona, op. 13. Libretto: Arturo Rossato i Emidio Mucci (według Gottfrieda Kellera).